# Alioum Fantouré
Mohammed Alioum Fantouré, né Mohammed Touré le 27 octobre 1938 à Forécariah en République de Guinée, est un écrivain guinéen.

## Biographie
Fantouré fait des études de sciences économiques en France et en Belgique, avant de travailler en tant qu'économiste et spécialiste du développement industriel à la Communauté économique européenne (CEE) à Bruxelles en Belgique. Il s'intéressera aussi aux problèmes du développement de l'Afrique.
Par ailleurs, il se lance dans une carrière d'écrivain en publiant son premier roman très remarqué par la critique, Le Cercle des tropiques, édité chez Présence Africaine en 1972, la maison d'édition dirigée par Alioune Diop,. Ce roman lui vaudra le Grand prix littéraire d'Afrique noire en 1973. Il est un des premiers écrivains à se démarquer des romans qui ont immédiatement suivi les indépendances africaines et qui se penchaient pour la plupart sur les problèmes de la colonisation, son roman étant une critique virulente des présidences dictatoriales qui s'installent dans presque tous les États issus de la colonisation française, et de la violence qu'utilisent ces régimes pour se maintenir en place.
C'est dans ses textes que l'on peut voir apparaître les effets de son expertise d'économiste. Ses autres œuvres incluent : Le Récit du cirque de la vallée des morts (1975) ; L'Homme du troupeau du Sahel (1979) ; Le Voile ténébreux (1985) ; Le Gouverneur du territoire (1995) et L'arc-en-ciel sur l'Afrique (2001). Ces quatre derniers titres font partie d'un cycle romanesque intitulé Le livre des Cités du Termite.